# Hiroki Muto
Hiroki Muto (jap. 武藤弘樹; ur. 26 czerwca 1997) – japoński łucznik, brązowy medalista olimpijski z Tokio 2020 i wicemistrz Azji.

## Wyniki
| Impreza                        | Rok  | Miejsce            | Konkurencja   | Pozycja |                      |      |       |               |     |
| ------------------------------ | ---- | ------------------ | ------------- | ------- | -------------------- | ---- | ----- | ------------- | --- |
| Impreza                        | Rok  | Miejsce            | Konkurencja   | Pozycja | Igrzyska olimpijskie | 2020 | Tokio | indywidualnie | 33. |
| drużynowo                      | brąz |                    |               |         | Igrzyska olimpijskie | 2020 | Tokio |               |     |
| mikst                          | 9.   |                    |               |         | Igrzyska olimpijskie | 2020 | Tokio |               |     |
| Mistrzostwa świata             | 2019 | 's-Hertogenbosch   | indywidualnie | 33.     |                      |      |       |               |     |
| Mistrzostwa świata             | 2019 | 's-Hertogenbosch   | drużynowo     | 9.      |                      |      |       |               |     |
| Mistrzostwa Azji               | 2017 | Dhaka              | indywidualnie | 17.     |                      |      |       |               |     |
| Mistrzostwa Azji               | 2017 | Dhaka              | drużynowo     | 7.      |                      |      |       |               |     |
| Mistrzostwa Azji               | 2017 | Dhaka              | mikst         | srebro  |                      |      |       |               |     |
| Igrzyska azjatyckie            | 2018 | Dżakarta-Palembang | indywidualnie | 9.      |                      |      |       |               |     |
| Igrzyska azjatyckie            | 2018 | Dżakarta-Palembang | drużynowo     | 7.      |                      |      |       |               |     |
| Igrzyska olimpijskie młodzieży | 2014 | Nankin             | indywidualnie | 6.      |                      |      |       |               |     |